# Tomáš Holubec
Tomáš Holubec (Jilemnice, 11 gennaio 1976) è un ex biatleta ceco.

## Biografia
In Coppa del Mondo ha ottenuto il primo risultato di rilievo il 9 marzo 1996 a Pokljuka (52°) e la prima vittoria, nonché primo podio, il 3 dicembre 2000 a Hochfilzen/Anterselva.
In carriera ha preso parte a due edizioni dei Giochi olimpici invernali, Salt Lake City 2002 (32° nella sprint, 45° nell'inseguimento) e Torino 2006 (33° nell'individuale), e a otto dei Campionati mondiali (8° nella staffetta a Oberhof 2004 il miglior piazzamento).

## Palmarès

### Coppa del Mondo
- Miglior piazzamento in classifica generale: 45º nel 2005
- 1 podio (a squadre[1]):
  - 1 vittoria

#### Coppa del Mondo - vittorie
| Data            | Località              | Nazione        | Spec.                                              |
| --------------- | --------------------- | -------------- | -------------------------------------------------- |
| 3 dicembre 2000 | Hochfilzen Anterselva | Austria Italia | RL (con Petr Garabík, Ivan Masařík e Zdeněk Vítek) |

Legenda:

RL = staffetta